# Implosiva alveolare sonora
L'implosiva alveolare sonora è una consonante, rappresentata con il simbolo [ɗ] nell'alfabeto fonetico internazionale (IPA). Nella lingua italiana tale fono non è presente.

## Caratteristiche
La consonante implosiva alveolare sonora presenta le seguenti caratteristiche:
- il suo modo di articolazione è occlusivo, perché questo fono è dovuto all'occlusione del canale orale (la bocca), seguita da un brusco rilascio (esplosione);
- il luogo di articolazione è alveolare, cioè che si articola con la punta o con la lama della lingua in corrispondenza della cresta alveolare, detta rispettivamente apicale e laminare.
- è una consonante sonora, in quanto questo suono è prodotto con la vibrazione delle corde vocali.
- è una consonante orale, cioè che l'aria può uscire soltanto dalla bocca.
- è una consonante centrale, cioè che è prodotta facendo passare l'aria attraverso il centro della lingua, anziché nei suoi lati.
- il meccanismo del flusso d'aria è implosivo (ingressivo glottalico), cioè che viene prodotto aspirando aria pompando la glottide verso il basso. Poiché è sonora, la glottide non è completamente chiusa, ma consente la fuoriuscita del flusso d'aria polmonare.

## Nelle lingue

### Hausa
In lingua hausa, tale fono è reso con la grafia <ɗ> come nella parola ɗaiɗai [ɗei̯ɗei̯], "uno alla volta".

### Creolo giamaicano
In lingua creola giamaicana, <d> come in "dem" [ɗem], "loro". La grafia <d> è tuttavia un allofono di [d].

### Vietnamita
In lingua vietnamita, <đ> come in đuôi [ɗuəj], "coda".

### Paumarí
In lingua paumarí, <'d> come in 'bo'da [ɓoɗa], "vecchio".